# Distretto di Jinghu
Il distretto di Jinghu (镜湖区S, Jìnghú QūP) è un distretto della Cina, situato nella provincia dell'Anhui.